# Westclox
Westclox es una marca estadounidense de relojes de pulsera y de despertadores, propiedad de Nyl Holdings. La empresa fue fundada en 1885 por un grupo de inversores reunidos por el relojero Charles Stahlberg, y cerró sus puertas en el año 2001. La planta histórica de la compañía se encuentra en la localidad de Peru (Illinois).

## Historia inicial como United Clock Company
Charles Stahlberg y otros inversores de Waterbury (Connecticut) formaron la "United Clock Company" en 1885, en Peru (Illinois), con la intención de fabricar relojes basados en un novedoso sistema de montaje ideado por Stahlberg. Su innovación, patentada el 22 de septiembre de 1885 (patente estadounidense n.° 326,602), implicaba el uso en el movimiento de placas de aleación de plomo moldeadas con bujes de latón insertados, así como conjuntos de engranajes de aleación de plomo. Poco después de obtener la patente de 1885, la United Clock Company quebró, y no se conocen ejemplares supervivientes del reloj patentado.

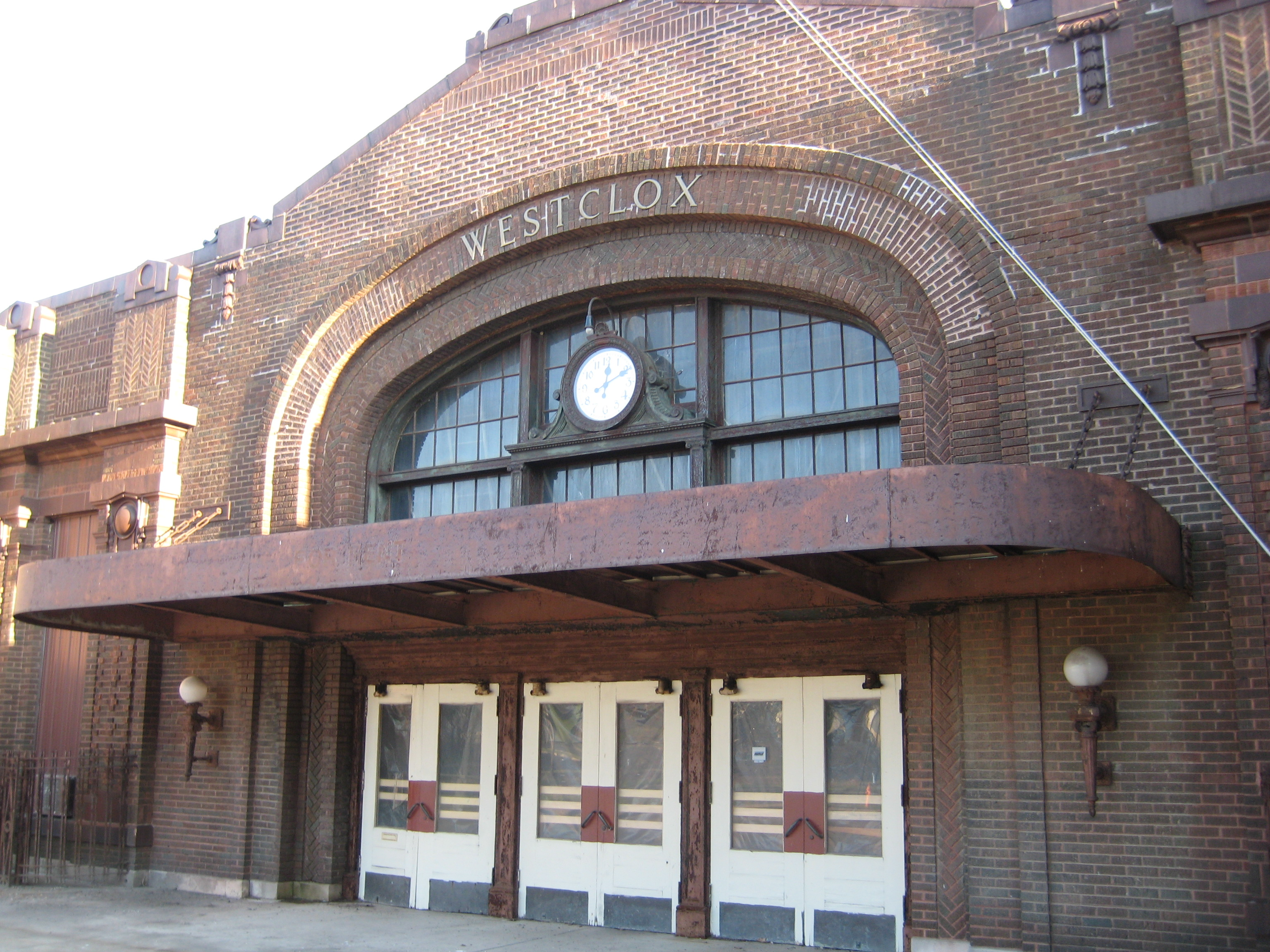
La entrada principal del edificio de Westclox en Peru, Illinois

## Quiebras, reorganizaciones y fusiones
En 1887, la empresa se reorganizó bajo el nuevo nombre de "Western Clock Company" y volvió a quebrar. F. W. Matthiessen la reorganizó en 1888 como "Western Clock Manufacturing Company". En 1908, la compañía obtuvo la patente del movimiento del reloj despertador "Big Ben". Este movimiento tiene un diseño de "campana trasera", lo que significa que el mecanismo de la campana es parte integral de la caja del reloj. La empresa lanzó el Big Ben por primera vez al mercado en 1909. El nombre de la empresa se acortó a "Western Clock Company" en 1912. En 1910, el Big Ben se convirtió en el primer despertador con publicidad a nivel nacional, con anuncios publicados en el "Saturday Evening Post".
La marca registrada moderna de la compañía, "Westclox", apareció por primera vez en la parte posterior de los despertadores Big Ben entre 1910 y 1917. El nombre ya aparecía en las esferas del Big Ben en 1911. La compañía registró oficialmente esta marca el 18 de enero de 1916.
En 1919, se constituyó la Western Clock Co., Ltd. Doce años después, en 1931, la compañía se fusionó con la Seth Thomas Clock Company, y ambas se convirtieron en divisiones de la General Time Corporation. La unidad Westclox pasó a denominarse "División Westclox de General Time Corporation" en 1936.

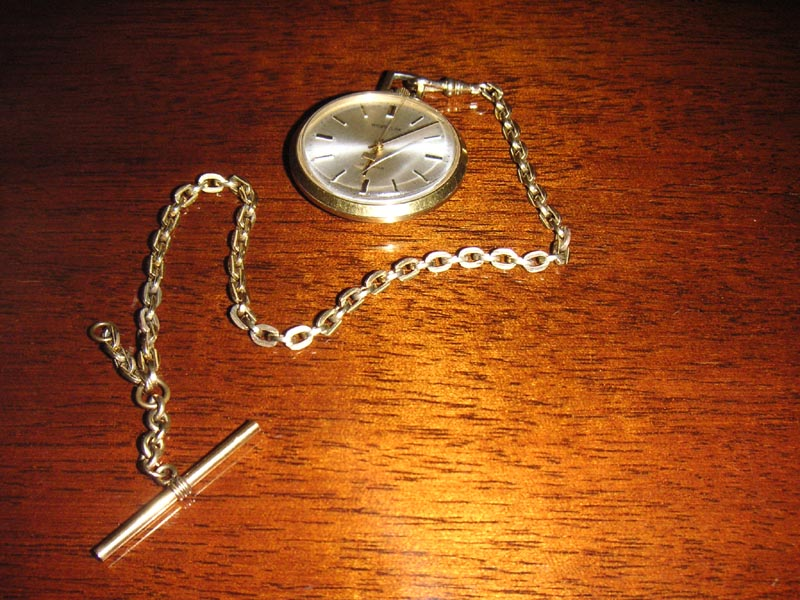
Un reloj de bolsillo Westclox de diecisiete rubíes

En 1938, Westclox lanzó al mercado su primer despertador portátil de viaje.

## Contribución durante la Segunda Guerra Mundial
Durante la Segunda Guerra Mundial, Westclox y otras empresas subsidiarias de General Time Corporation produjeron instrumental para aviones y componentes de control, brújulas para el Ejército de los Estados Unidos y relojes para la Armada de los Estados Unidos. Westclox se convirtió en un importante fabricante de temporizadores de espoleta para munición militar. La producción de relojes para el mercado civil cesó en 1942.
A partir de 1943, Westclox y otras empresas introdujeron relojes para el mercado civil que utilizaban mucho menos latón que antes. Westclox etiquetaba los relojes como "Waralarm" y solo mencionaba su ciudad de origen (y no el fabricante). Otras empresas relojeras también produjeron relojes etiquetados como "War Alarm", como Gilbert y Telechron. El precio fue fijado por la Oficina de Gestión de Precios en 1,65 dólares.
La producción de modelos civiles se reanudó en 1946.

## Relojes
La empresa Westclox fue un importante fabricante de relojes de dólar. Comenzó la producción de un reloj de bolsillo económico de cuerda inversa en 1899, concebido para ser asequible para cualquier trabajador. La empresa continuó produciendo relojes de bolsillo económicos hasta la década de 1990.

## Desarrollos

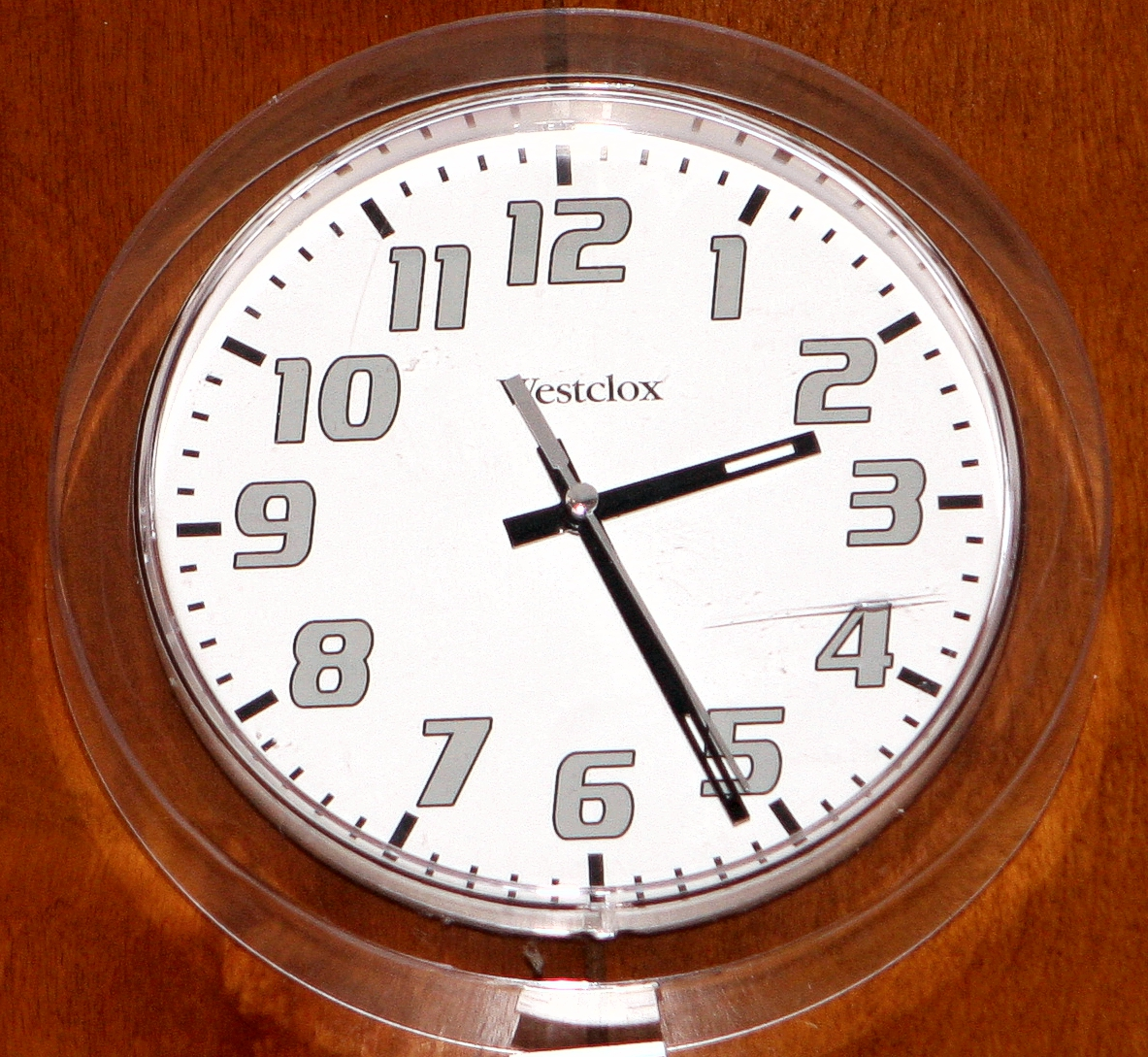
Reloj de pared moderno Westclox

En 1959, Westclox introdujo y patentó su alarma "drowse", una de las primeras de su tipo alimentada por electricidad, que integraba lo que ahora se conoce como función de "repetición". Talley Industries adquirió General Time en 1968. Westclox presentó su primer movimiento de cuarzo en 1972. En 1988, la gerencia de Talley Industries compró General Time a la compañía. Poco después, se produjo otra quiebra, y Salton, Inc. adquirió las marcas registradas "Westclox", "Big Ben" y "Spartus" en 2001.
En octubre de 2007, Salton vendió la totalidad de su negocio de productos de relojería, incluyendo las marcas Westclox e Ingraham, a NYL Holdings LLC.

## Incendio de Año Nuevo de 2012

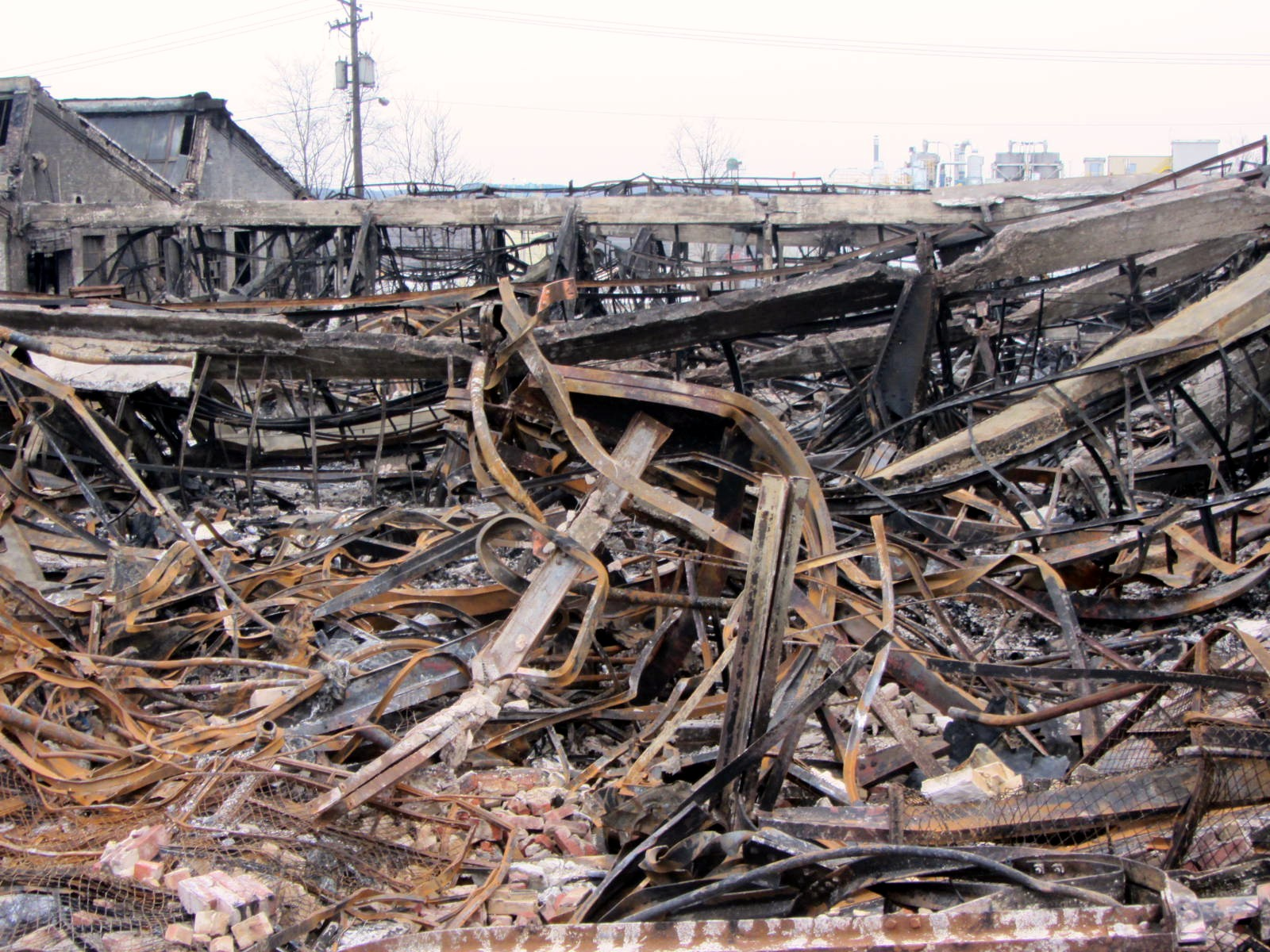
Restos de la factoría tras el fuego

En la madrugada del 1 de enero de 2012, se produjo un incendio en la fábrica de Westclox en Peru, Illinois. El incendio destruyó aproximadamente el 25% de la estructura. Dos adolescentes fueron acusados de incendio provocado con agravantes: Steven M. Gallacher (entonces de 17 años), residente de LaSalle (Illinois), y un menor no identificado (entonces de 16 años). El incendio requirió la intervención de los bomberos y de la policía de 20 municipios aledaños para extinguirlo. Un bombero, Steve Smith, de LaSalle, sufrió una lesión que puso fin a su carrera cuando una manguera contra incendios conectada a un hidrante se soltó y el acoplamiento metálico del extremo lo golpeó en una pierna. Gallacher fue declarado culpable de incendio provocado con agravantes el 11 de octubre de 2012, con una pena de entre 6 y 30 años sin posibilidad de libertad condicional, como consecuencia directa del incendio y de las lesiones sufridas por Smith.